# Mirabilis multiflora
Mirabilis multiflora es una especie de la familia Nyctaginaceae. 

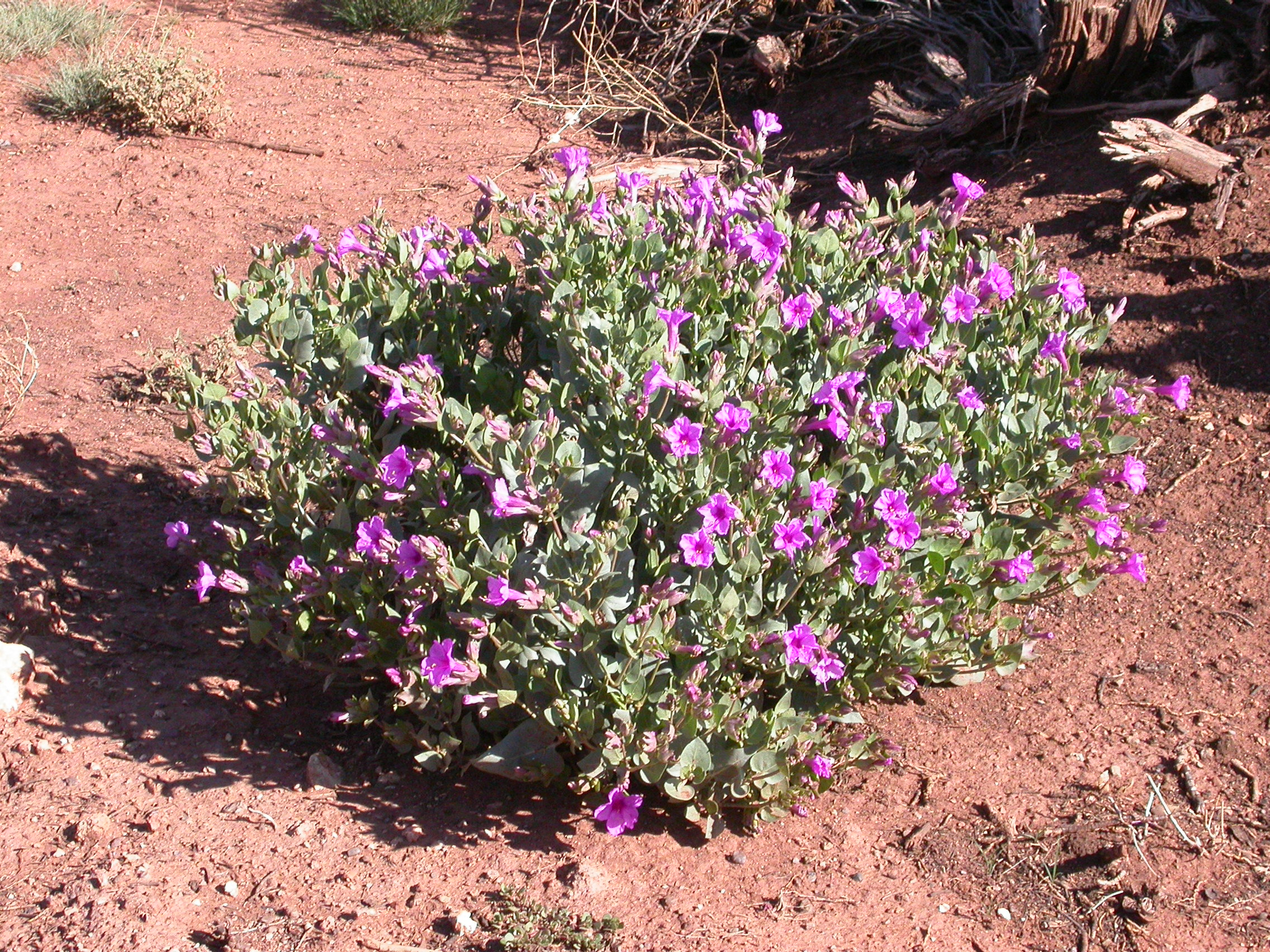
Vista de la planta

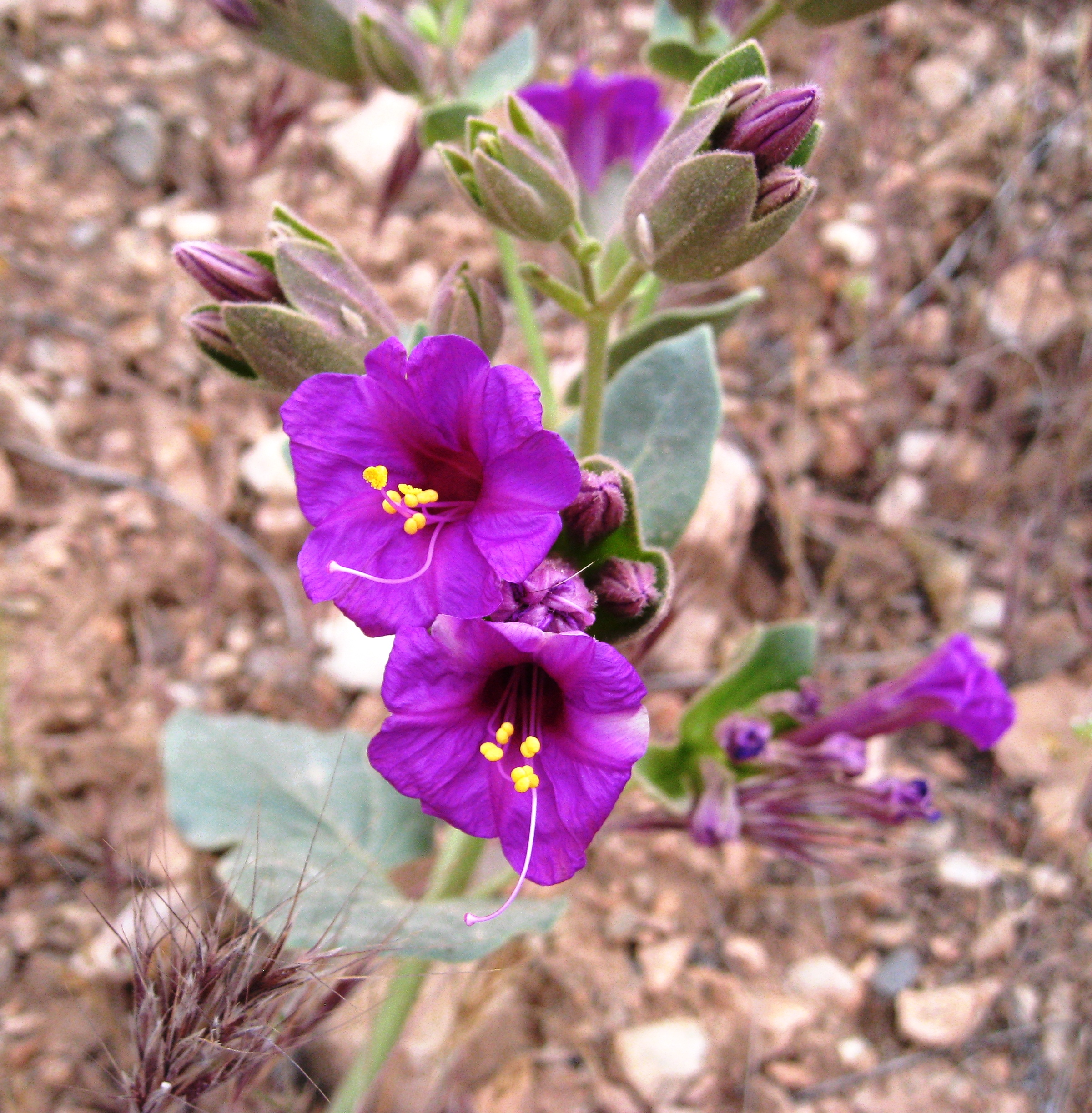
Planta con flores

## Descripción
Multiflora hace referencia a la profusa floración. Las flores, 6 por involucro y de color magenta, son muy grandes, hasta  6 cm de largo. Tallos hasta 80 cm de largo y normalmente pegados al suelo. Las hojas  son grandes -hasta 12 cm de largo- ovales a redondas, y un poco carnosas, pueden soltar con la edad su cobertura peluda glandular.

## Hábitat
Crece en puntos arenosos y rocosos por debajo de 2.500 m s. n. m.

## Distribución
Desiertos del suroeste de Estados Unidos

## Taxonomía
Mirabilis multiflora fue descrita por (Torr.) A.Gray y publicado en Report on the United States and Mexican Boundary . . . Botany 2(1): 173. 1859.
Variedades aceptadas
- Mirabilis multiflora var. obtusa (Standl.) J.F. Macbr.
- Mirabilis multiflora var. pubescens S. Watson

Sinonimia
- Mirabilis multiflora var. multiflora
- Oxybaphus multiflorus Torr.[3]